# Valget i Tyskland 1878
Valget i Tyskland 1878 blev afholdt den 30. juli 1878 og var det 4. føderale valg i Tyskland efter den tyske rigsgrundlæggelse.
Valgdeltagelsen var ca. 63,4% (andre kilder: 63,1%), og dermed lidt højere end ved valget i 1877.
Valget blevet udskrevet kun et år efter det seneste valg efter anmodning fra Otto von Bismarck til kejser Wilhelm 1. om at opløse rigsdagen, dette kom efter attentater mod kejser Wilhelm 1. og debat om den såkaldte Socialistlov.

## Results
| Parti                                                      | Mandater |
| ---------------------------------------------------------- | -------- |
| Nationalliberale (NL - Nationalliberalen)                  | 109      |
| Det katolske centerparti                                   | 94       |
| Konservative (DK - Deutschkonservativen)                   | 59       |
| Konservative nationalister (DRP - Deutsche Reichspartei)   | 57       |
| Frisindede Liberale (FP - Freisinnige Partei)              | 26       |
| Franske og elsassiske regionalister (A - Asatianen)        | 15       |
| Den polske liste (P - Polen)                               | 14       |
| Liberale (LV - Liberale Vereinigung)                       | 10       |
| SPD                                                        | 9        |
| Deutsch-Hannoversche Partei (DHP - hannoverske loyalister) | 4        |
| Deutsche Volkspartei (DVP - nationalister)                 | 3        |
| Den danske liste (D - Dänen)                               | 1        |
| Totalt                                                     | 401      |

| Valg | Spire Denne valgsartikel er en spire som bør udbygges. Du er velkommen til at hjælpe Wikipedia ved at udvide den. |